# Sabino Angoitia
Sabino Angoitia Gaztelu (né le 21 octobre 1958 à Lemoa au Pays basque) est un coureur cycliste espagnol, professionnel de 1983 à 1989. Il devient par la suite directeur sportif.

## Palmarès

### Palmarès amateur
- 1976
  -  Champion d'Espagne du contre-la-montre par équipes juniors
- 1981
  -  Champion d'Espagne du contre-la-montre par équipes (avec Julián Gorospe, Jon Koldo Urien et Juan Maria Eguiarte)
  - Santikutz Klasika
- 1982
  - San Gregorio Saria
  - Ronde du Maestrazgo

### Palmarès professionnel
- 1984
  - 4ea étape de la Semaine catalane
  - 3e du Circuit de Getxo
- 1986
  - 5e étape du Tour de Murcie

## Résultats sur les grands tours

### Tour d'Espagne
5 participations
- 1983 : 53e, vainqueur du classement des metas volantes
- 1984 : 56e
- 1985 : 86e
- 1986 : 84e
- 1989 : 128e